# HD 200044
HD 200044 ( HR 8044 ) és un estel solitàri de la constel·lació equatorial del Dofí. Té una magnitud aparent de 5,7 de manera que és visible a ull nu amb dificultats. L'objecte es troba a 598 anys llum de distància, però s'està acostant al Sistema Solar amb una velocitat radial heliocèntrica de −15,07 km/s .
HD 200044 té una classificació espectral de M3 IIIab, de manera que es tracta d'un gegant vermell envellit. Actualment es troba a la branca asimptòtica de les gegants i està fusionant hidrogen i heli en les capes del voltant d'un nucli inert de carboni. Com a conseqüència, s'ha expandit fins a 58 vegades el radi del Sol i ara irradia amb una lluminositat més de 500 vegades superior que la del Sol. La gran mida i l'alta lluminositat de l'HD 200044 li proporcionen una temperatura efectiva de 3.707 K, donant-li una brillantor vermella. Se sospita que HD 200044 és una estrella variable amb una amplitud de 0,05 magnituds.
L'estel té un company òptic de 10a magnitud que el 2014 es trobava separat 49,3″ de distància i amb un angle de posició de 337°. Tanmateix, la separació està augmentant a causa de l'elevada velocitat de desplaçament de HD 200044 a través de l'esfera celeste.